# Асоціація футболу АР Крим та м. Севастополя
Асоціа́ція футбо́лу Автоно́мної Респу́бліки Крим та м. Севасто́поля — громадська спортивна організація, заснована 27 серпня 2016 року. Є колективним членом Української асоціації футболу. Головна мета її діяльності — розвиток та популяризація футболу серед усіх верств населення України.
Під егідою асоціації проводяться Відкритий кубок Асоціації футболу АР Крим та м. Севастополя, а також відкриті кубки серед юнацьких команд і серед студентів.

## Історія
До російської окупації Криму існувала як Республіканська федерація футболу Криму.

### Назви
- 27 серпня 2016 року — 26 листопада 2019 року — Федерація футболу АР Крим[9]
- 26 листопада 2019 року — 21 грудня 2020 року — Асоціація футболу АР Крим[9]
- З 21 грудня 2020 року — Асоціація футболу АР Крим та м. Севастополя[9]

### Керівники
| Період                | Ім'я           | Джерело      |
| --------------------- | -------------- | ------------ |
| 27.08.2016−26.11.2019 | Сергій Куніцин | [ 1 ] [ 9 ]  |
| 26.11.2019−15.10.2020 | Ігор Колихаєв  | [ 9 ] [ 10 ] |
| 15.10.2020 − т. ч.    | Сергій Куніцин | [ 9 ]        |

## Керівництво
Станом на 24 липня 2022 року
| Посада           | Ім'я                 |
| ---------------- | -------------------- |
| Голова           | Сергій Куніцин       |
| Заступник Голови | Дмитро Білоцерковець |
| Заступник Голови | Микола Паламарчук    |
| Заступник Голови | Олег Комуняр         |